# 名古屋市立稲永小学校
名古屋市立稲永小学校（なごやしりつ いなえいしょうがっこう）は、名古屋市港区稲永四丁目にある公立小学校。

## 歴史
1951年（昭和26年）11月8日に名古屋市立港西小学校の分校として設置され、長く分校のままであったが、1976年（昭和51年）4月に至って名古屋市立稲永小学校として独立し、同時に汐止分校を設置した。汐止分校はもともと母体であった港西小学校の分校であったものを継承したものである。ただし、汐止分校は翌年には名古屋市立野跡小学校として独立している。
1978年（昭和53年）度には、精神薄弱学級として「かもめ学級」が、1983年（昭和58年）度には情緒障害学級として「ちどり学級」がそれぞれ設置されている。
2019年（令和元年）には、児童数減少による小規模校を解消するため、野跡小学校との統合が検討された結果、名古屋市教育委員会は両校の統合を決定した。

### 児童数の変遷
『愛知県小中学校誌』（2018年）によると、児童数の変遷は以下の通りである。
| 1976年（昭和51年） | 1401人 |  |
| 1977年（昭和52年） | 752人  |  |
| 1987年（昭和62年） | 1055人 |  |
| 1997年（平成9年）  | 476人  |  |
| 2007年（平成19年） | 582人  |  |
| 2017年（平成29年） | 384人  |  |

## 通学区域
所管する名古屋市教育委員会は、2018年（平成30年）9月1日現在、港区のうち、一州町・稲永一丁目・稲永二丁目・稲永三丁目・稲永四丁目・稲永新田・潮凪町・錦町の全域および稲永五丁目・宝神三丁目の各一部を通学区域として指定している。
また、卒業後の進学先は名古屋市立港南中学校となっている。
学区はかつて稲富新田および永徳新田として開発された地域にあたり、田園地帯であったが、1912年（明治45年）4月の稲永遊廓移転、1917年（大正6年）の築地電軌の開業などにより、徐々に歓楽街として発展を遂げた。また、第二次世界大戦時には稲永新田の田が買収され、愛知航空機永徳工場となった。軍需工場であったために空襲により破壊された。この跡地に戦災復興の公営住宅が建ち並んだが、伊勢湾台風の被害によりこれも壊滅し、その跡地に高層住宅が建てられることになった。学校が独立したのも、公営住宅の高層化による人口増加を背景にしている。

## 交通アクセス
名古屋市営バス稲永小学校停留所が最寄りバス停である。

### WEB
1. 1 2  名古屋市教育委員会事務局総務部企画経理課企画統計係 (2018年9月18日). “港区の小・中学校一覧”.   名古屋市. 2018年11月14日閲覧。
2. ↑  “野跡小学校と稲永小学校の統合に向けた取り組みについて”.   名古屋市 (2023年10月17日). 2024年2月18日閲覧。
3. ↑  名古屋市教育委員会事務局総務部教育環境計画室計画係 (2018年9月1日). “名古屋市立小・中学校の通学区域一覧（港区）” (PDF).   名古屋市. 2018年11月15日閲覧。
4. ↑  名古屋市教育委員会事務局総務部教育環境計画室計画係 (2018年4月1日). “名古屋市立中学校区一覧（小→中）” (PDF).   名古屋市. 2018年11月14日閲覧。

### 書籍
1. ↑  名古屋市会事務局 1995, p. 44.
2. 1 2  港区制施行五十周年記念事業実行委員会 1987, p. 394.
3. 1 2  港区制施行五十周年記念事業実行委員会 1987, p. 395.
4. ↑  六三制教育七十周年記念 愛知県小中学校誌 合同記念誌編集特別委員会 2018, p. 241.
5. 1 2 3  港区制施行五十周年記念事業実行委員会 1987, p. 540.
6. 1 2  港区制施行五十周年記念事業実行委員会 1987, p. 541.